# Xenia Fedorova
Pour les articles homonymes, voir Fedorova.
Xenia Vladimirovna Fedorova (en russe : Ксения Владимировна Фёдорова), née le 26 décembre 1980 à Kazan, est une journaliste et propagandiste russe.
Elle est présidente et directrice de l'information de la chaîne RT France de 2017 à 2022, branche francophone de la chaîne russe internationale RT. Agente d'influence du Kremlin reconnue, elle exerce en 2025 pour différents médias possédés par Vincent Bolloré, également propriétaire de la maison d'édition qui l'édite.

## Formation
Elle est née à Kazan, d'un père ingénieur spatial et d'une mère, Natalia, « devenue femme d'affaires prospère » après avoir exercé dans la presse soviétique puis au quotidien gouvernemental Rossiyskaya Gazeta. Xenia Fedorova déclare être influencée par le métier de sa mère.
Après la chute de l'Union soviétique et la mort de son mari, Natalia travaille dans l’import-export. La famille de sept enfants déménage alors en Autriche et Xenia Fedorova étudie dans un établissement catholique puis au lycée international de Vienne, apprenant l'anglais. Elle suit une formation d'un an en République tchèque au sein d'une « grande école russe ». La famille doit ensuite retourner en Russie, leurs visas n'ayant selon Xenia Fedorova pas été renouvelés.
En 2014, Xenia Fedorova obtient un Executive MBA à la Berlin School of Creative Leadership (en).
Sans formation de journaliste, elle commence sa carrière au sein du groupe RT, d'abord comme productrice, puis comme directrice de la diffusion.
Elle est proche de la propagandiste Margarita Simonian, étroitement liée au pouvoir russe et l'une des principales figures propagandistes du régime, qui participe à la création de RT France, pensé comme un outil d'ingérence qui vise à diffuser la voix du Kremlin en France, et met Xenia Fedorova à sa tête,.

## Carrière
Xenia Fedorova n'a jamais travaillé comme journaliste dans la presse indépendante russe.
De février 2006 à mars 2007, elle dirige le service d'actualités internationales de Russia Today (RT). De mars 2007 à mai 2009, elle est productrice exécutive de RT.
De mai 2009 à juillet 2012, elle est directrice du bureau de développement et d'avancement des projets médiatiques de RT. En octobre 2010, elle lance le premier projet d'agence vidéo anglophone de Russie RT Free Video[réf. souhaitée].
En 2012, elle devient cheffe de la direction de l'information à destination de la Russie, la CEI et les pays baltes.
En 2014, elle est cheffe de la direction de l'information en France. En 2015, elle devient directrice de l'agence de presse globale Ruptly, dont le siège se situe à Berlin[réf. souhaitée].

### Directrice de RT France
En 2017, elle devient présidente et directrice de l'information de la société RT France, dont le siège social se situe à Paris et qui exploite d'abord un site web puis émet en France dès le 18 décembre 2017. En tant que directrice de l'information, elle définit la chaîne comme « une source alternative d'opinion, différente des médias mainstream français »,, tandis que le chercheur Maxime Audinet explique que la chaîne est non seulement financée par la Russie, mais que sa ligne éditoriale est également dictée par le Kremlin. Il décrit RT France comme « la voix de Vladimir Poutine » en France. Le journaliste Élie Guckert décrit Xenia Fedorova comme la « cheffe de la propagande française du Kremlin ».
Le 28 juin 2018, la chaîne RT France est mise en demeure par le CSA pour des « manquements à l'honnêteté, à la rigueur de l'information et à la diversité des points de vue » et « un déséquilibre marqué dans l'analyse, sans que, sur un sujet aussi sensible, les différents points de vue aient été exposés » concernant un journal télévisé essentiellement consacré à la guerre en Syrie. Face à cette mise en demeure, Xenia Fedorova estime qu'il s'agit d'une forme de censure des points de vue et plaide une erreur technique pour expliquer une mauvaise traduction.
Lorsque débute l'invasion de l'Ukraine par la Russie, début 2022, Xenia Fedorova fait pression sur les équipes de RT France pour défendre les intérêts de la Russie et de Vladimir Poutine. Un journaliste de la chaîne de télévision témoigne anonymement pour le magazine Complément d'enquête et déclare qu'elle vérifiait absolument tous les sujets et « faisait preuve d'un interventionnisme » très important dans leur couverture du sujet.

### Désinformation
Au même moment, elle nie l'invasion de l'Ukraine et parle d'une simple « opération spéciale », circonscrite au Donbass. Elle écrit à l'équipe de journalistes : « Attention avec les vidéos et les affirmations selon lesquelles la Russie attaque les villes ukrainiennes. Ce n'est pas vrai. L'opération ne concerne que le Donbass. », des « faits qui sont faux », rappelle StreetPress. Cela s'inscrit dans un discours qui répète la désinformation du Kremlin plus largement, Xenia Fedorova niant également l'annexion de la Crimée par la Russie, ou le soutien russe aux milices séparatistes en 2014, décrivant la révolution de Maïdan comme un coup d'État,.

### Médias Bolloré
En 2025, elle anime un magazine hebdomadaire consacré aux églises orthodoxes sur C8, chaîne française du groupe Bolloré, et multiplie les chroniques sur différents médias qu'il possède. Libération estime en 2025 qu'elle « campe dans tous les médias du magnat français d'extrême droite », également propriétaire de son éditeur, et qui ne la présente pas comme ancienne directrice de RT France ou « propagandiste » mais simplement « journaliste russe ».
En mars 2025, Xenia Fedorova publie un livre intitulé « Bannie », et sous-titré « La Liberté d'expression sous condition ». Les critiques le décrivent comme contradictoire, puisqu'elle défend la thèse qu'elle serait censurée, bien qu'elle soit très présente médiatiquement et ne critique jamais la censure réelle, pratiquée à l'encontre de la presse et des journalistes russes, en Russie comme à l'étranger, et également par RT France, qui multiplie les procédure-baillons contre les chercheurs et journalistes critiques,.
Le 12 avril 2025, la dédicace de son livre au Festival du Livre de Paris au Grand Palais est perturbée par l'action de défenseurs de l'Ukraine et de défenseurs des droits humains en Russie, à l'initiative du Comité Diderot, de Pour l'Ukraine, leur liberté et la nôtre !, et d'autres associations.